# Ciudadela de Minas Tirith
En el universo imaginario de J. R. R. Tolkien y en la novela El Señor de los Anillos, la Ciudadela de Minas Tirith es el sitio más alto de dicha ciudad. Estaba ubicada en el Séptimo Círculo de la Ciudad, sobre la cima de la Colina de la Guardia y se extendía también sobre el alto espolón, que miraba hacia el este. Estaba completamente rodeada por el muro del círculo superior, que a su vez estaba coronado de almenas que le permitía a los Guardias de la Ciudadela observar, no sólo los campos exteriores, sino también la Gran Puerta de entrada a la ciudad a unos setescientos pies más abajo. La entrada a la Ciudadela miraba hacia el este y estaba excavada en la roca del espolón y luego de trasponer una larga pendiente se llegaba a la Séptima Puerta, que tenía esculpida en la arcada la cabeza coronada de un rey. 
Es el lugar de mayor importancia de la Torre de la Guardia pues allí se alzaba la Casa del Rey, la Torre Blanca, la Plaza del Manantial, la Casa de los Huéspedes y Merethrond, además de otras edificaciones que servían para uso de la Compañía de la Guardia.

## Lugares de la Ciudadela
Escribimos aquí sobre los edificios y las construcciones principales de la Ciudadela de Minas Tirith, y que tienen descripción en El Señor de los Anillos

### La Torre de Ecthelion
La imponente Torre de la Ciudadela de Minas Tirith, se alzaba en el centro del Séptimo Círculo. Medía unos noventa metros de altura desde la base hasta el pináculo almenado que la coronaba, en el cual flameaba la bandera de los Reyes o de los Senescales. Se llegaba a ella luego de trasponer la Plaza del Manantial y una galería que atravesaba la Casa del Rey. Tras unas cortas escalinatas una alta puerta de metal pulido se hallaba en la parte norte de la Torre. Se la llamaba así porque fue reconstruida por el Senescal Ecthelion I. 

### Plaza del Manantial
Ubicada en el Patio Alto de la Ciudadela, allí se alzaba al Árbol Blanco, símbolo de los Reyes de Gondor. Se llega a ella luego de trasponer la Séptima Puerta y recibía ese nombre porque allí había un manantial que manaba desde una fuente ubicada en el centro de la Plaza, que rodeaba al Árbol Blanco. Esta era un rectángulo de hierba verde con varios caminos embaldosados que lo cruzaban. En cada extremo de la plaza había un Guardián de la Torre que la custodiaba.

### La Casa de Huéspedes
Situada en la Ciudadela en la parte norte del Muro, se trataba de una casa de dos plantas y muchas habitaciones cuyas ventanas daban hacia el muro o por encima de él o hacia la calle. Las habitaciones eran pequeñas pero acogedoras, tenían pocos muebles pero estaban decoradas con tapices de colores. 
Allí fueron hospedados Gandalf y Pippin luego de su entrevista con el Senescal Denethor II. La habitación de estos tenía una mesa, dos sillas, un banco, y en la alcoba dos buenos jergones y elementos para lavarse. Pero lo más importante es que tenían tres ventanas que daban por sobre el muro con un profundo parapeto desde donde se apreciaba la gran curva del Río Anduin, los Emyn Muil, y la Catarata del Rauros.

### Merethrond
Se trata del "Salón de Grandes Festines" o, según la traducción literal del Sindarin, "Salón de las Reuniones". Se encontraba en la parte Este de la Ciudadela y se trataba de un gran salón con techo abovedado, con dependencias externas como cocina y depósito.
Allí se realizaban las fiestas de agasajo a los visitantes y se festejaban los aniversarios más importantes. La Deuda de Éomer con Gimli fue saldada allí con un acuerdo de caballeros ya que el Enano admitió que el rey de Rohan admirara más la belleza de Arwen que la de Galadriel.

### Despensas de la Compañía de la Guardia
Ubicadas en el sector norte de la Ciudadela, cercano a la Casa de Huéspedes. Se llegaba a estas atravesando una calle iluminada con faroles y en una de las tantas puertas que dan sobre el muro Pippin y Beregond obtuvieron de Targon, el encargado, un segundo desayuno para el hambriento Hobbit en su primer día en Minas Tirith.
- Datos: Q5770908